# Ображиевский сельский совет (Шосткинский район)
Ображиевский сельский совет (укр. Ображіївська сільська рада) — входит в состав
Шосткинского района
Сумской области
Украины.
Административный центр сельского совета находится в 
с. Ображиевка
.

## Населённые пункты совета
- с. Ображиевка

## Ликвидированные населённые пункты совета
- с. Красулино